# Императорский трон (Финляндия)

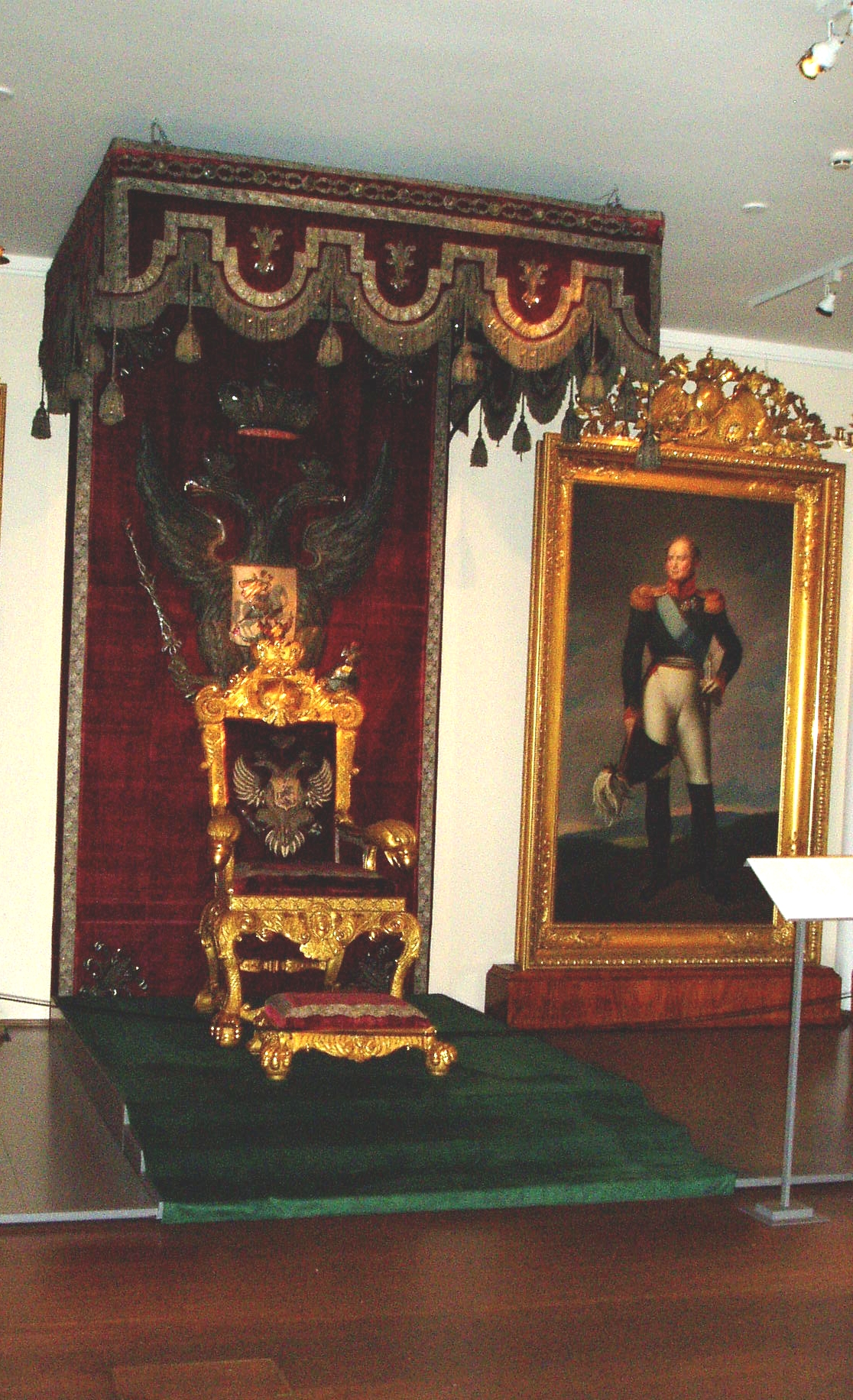
Императорский трон в Национальном музее Финляндии

Императорский трон (Финляндия) — исторический раритет, имевший в Великом княжестве Финляндском большое символическое значение. Изготовлен в Санкт-Петербурге в 1797 году из липы. Присутствует на многих картинах и фотографиях, запечатлевших важнейшие политические события Великого княжества. В настоящее время находится в Национальном музее Финляндии.

## Исторические сведения
В 1731 году мастер Николас Клаузен изготовил трон для российского императорского двора. В 1790-х годах Император Павел I приказал изготовить шесть копий этого трона. «Финляндский» трон был перевезён из Санкт-Петербурга в феврале 1809 года и установлен в Кафедральном соборе Порвоо: 16 марта на Боргоском сейме на фоне трона Александр I зачитал свою речь.
Впоследствии Александр I высказал мнение, что трон должен остаться в Порвоо как память об историческом собрании. Новый Финляндский генерал-губернатор Барклай-де-Толли, однако, решил иначе и перевёз его в Турку, столицу княжества. В связи с этим решением трон стал приобретать для Великого княжества Финляндского своеобразное символическое значение. Находясь на важнейших политических церемониях, он обозначал собой незримое присутствие главы княжества — российского Императора. Символизм усиливался тем, что на троне не было принято сидеть даже самим Императорам во время их редких визитов в Финляндию.
В 1819 году трон был перевезён в новую столицу Великого Княжества — Гельсингфорс. В последующем он находился либо в здании Сената, либо, при важнейших церемониальных событиях, во дворце генерал-губернатора.
В 1917 году Сенат Финляндии специальным распоряжением постановил переместить трон в Национальный музей.

## Прочие принадлежности
Трон в обязательном порядке устанавливался на возвышении, под балдахином, и на фоне мантии с императорским орлом (орёл мог заменяться на герб Великого княжества). Балдахин и мантия также демонстрируются в Национальном музее Финляндии.